# Racisława
Racisława – żeński odpowiednik imienia Racisław. Znaczenie imienia: "walcząca o sławę".
W tej formie imię nienotowane w czasach staropolskich, są natomiast zapisy wielu różnych form skróconych tego imienia lub imienia Radosława:
Racsława, Racława, Ratsława, Recsława, Recława, Retsława, Rasława.
Zob. też:
- Raciszów